# She Dances
She Dances ist eine Tragikomödie und das Spielfilmdebüt von Rick Gomez. Der Film mit seinem Koautor Steve Zahn in der Rolle eines gestressten Vaters und Rosemarie DeWitt als dessen Exfrau feierte im Juni 2025 beim Tribeca Film Festival seine Premiere.

## Handlung
Weil seine Exfrau Deb ausfällt, kommt Jason deren Bitte nach und begleitet seine Tochter Claire und deren beste Freundin und Tanzpartnerin Kat zu einem Tanzwettbewerb nach Kentucky. Ihr Traum ist es, in New York City als professionelle Tänzerin zu arbeiten. Der Tod des älteren Sohnes Jack hat die Familie zerstört, und Jason ist zum Alkoholiker geworden. Er versucht die gemeinsame Unternehmung mit seiner Tochter nicht zu vermasseln, weil ihre Beziehung eh bereits zerrüttet ist.

## Produktion

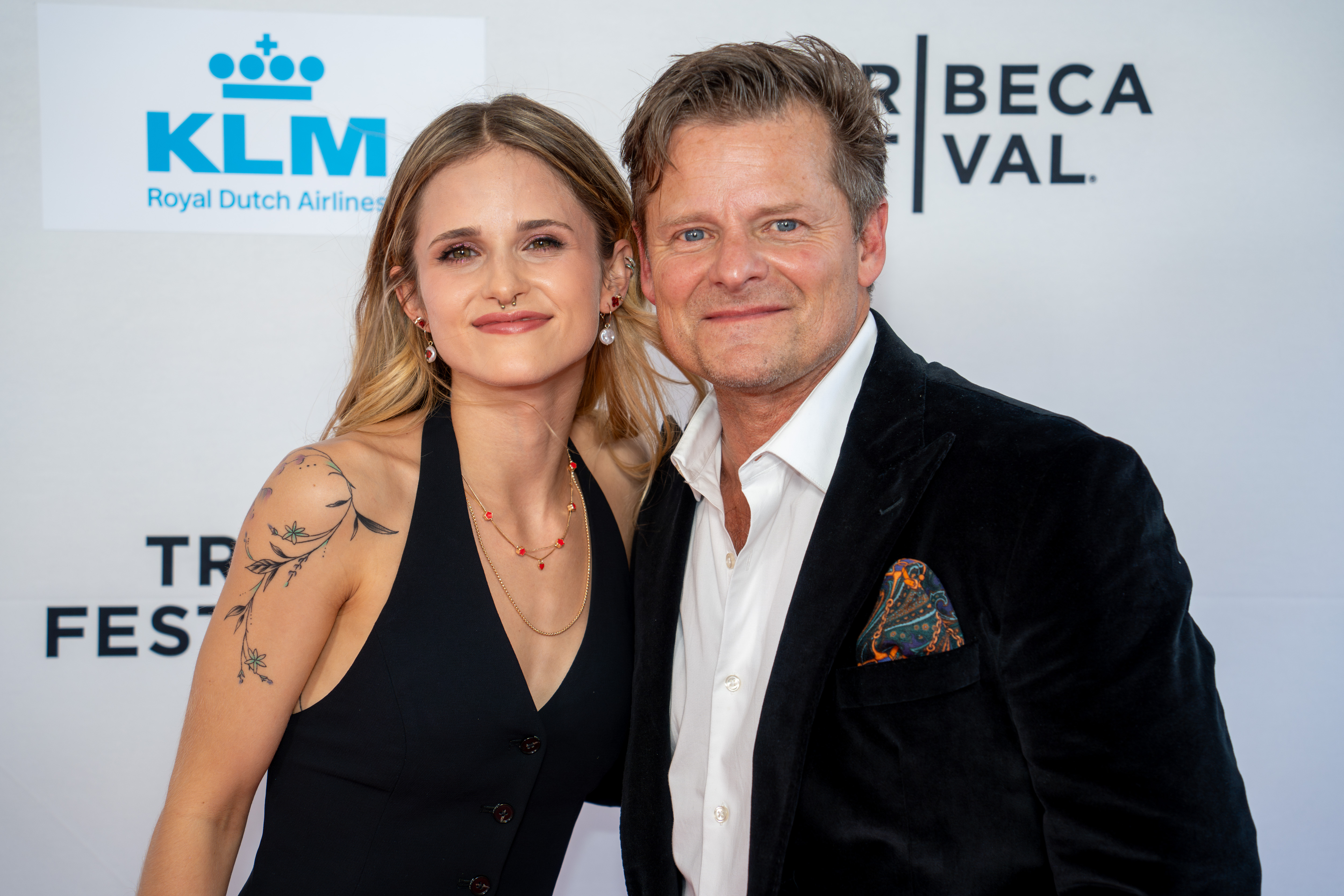
Steve und Audrey Zahn spielen auch im Film Vater und Tochter

Regie führte Rick Gomez, der gemeinsam mit Steve Zahn auch das Drehbuch schrieb. Es handelt sich bei She Dances um das Spielfilmdebüt des aus Filmen wie Sin City und Fernsehserien wie Silo bekannten Schauspielers. Als Produzenten des Films treten Mandi Reno und Jenny Gomez, die Ehefrau des Regisseurs, in Erscheinung.
Koautor Steve Zahn spielt Jason und seine Tochter Audrey Zahn auch seine Filmtochter Claire. Sein Sohn und ihr älterer Bruder Henry Zahn ist in Rückblenden als der verstorbene Sohn Jack zu sehen. Der Film verwendet auch private Aufnahmen der Familie Zahn aus einer Zeit, als die Kinder noch klein waren. Rosemarie DeWitt spielt deren Mutter Deb. Ethan Hawke spielt Jasons besten Freund Brian und Mackenzie Ziegler Claires Freundin und Tanzpartnerin Kat. Sonequa Martin-Green ist in der Rolle der Tanzlehrerin der Mädchen zu sehen. Wynn Everett spielt Bev.
Die Filmmusik komponierte Joshua Gomez, der Bruder des Regisseurs. Der Schauspieler ist auch Folk-Rock-Gitarrist und arbeitete mit Mandoline und Kontrabass.
Die Premiere des Films war am 5. Juni 2025 beim Tribeca Film Festival.

## Rezeption

### Kritiken
Valerie Kalfrin von der Alliance of Women Film Journalists beschreibt She Dances in ihrer Kritik als ein zartes Juwel mit berührenden Darbietungen von Steve Zahn und seiner Tochter Audrey Zahn. Durch die geteilte Bildschirmdarstellung zeigten Regisseur Rick Gomez, Kameramann David Morrison und Cutter Copy Toland, dass Vater und Tochter sich ähnlicher sind, als ihnen bewusst ist. Es gehe ihnen auch darum, deutlich zu machen, dass einfach nur da zu sein manchmal genau das ist, was jemand braucht.

### Auszeichnungen
Tribeca Film Festival 2025
- Nominierung in der Sektion Spotlight Narrative